# Sałacie (rejon grodzieński)
Sałacie (biał. Салацце, Sałaccie; ros. Салатье, Sałatje) – wieś na Białorusi, w obwodzie grodzieńskim, w rejonie grodzieńskim, w sielsowiecie Porzecze.
Znajduje się tu przystanek kolejowy Sałacie na linii dawnej Kolei Warszawsko-Petersburskiej.

## Historia
Wieś należała do ekonomii grodzieńskiej w województwie trockim Rzeczypospolitej Obojga Narodów. W czasach zaborów w granicach Imperium Rosyjskiego, w guberni grodzieńskiej. W latach 1921–1939 wieś leżała w Polsce, w województwie białostockim, w powiecie grodzieńskim, w gminie Porzecze.
Według Powszechnego Spisu Ludności z 1921 roku zamieszkiwały tu 334 osoby, 329 było wyznania rzymskokatolickiego, 5 prawosławnego. Jednocześnie wszyscy mieszkańcy zadeklarowali polską przynależność narodową. Było tu 58 budynków mieszkalnych.
Miejscowość należała do parafii rzymskokatolickiej w Porzeczu. Podlegała pod Sąd Grodzki w Druskiennikach i Okręgowy w Grodnie; właściwy urząd pocztowy mieścił się w Porzeczu.
W wyniku napaści ZSRR na Polskę we wrześniu 1939 miejscowość znalazła się pod okupacją sowiecką. 2 listopada została włączona do Białoruskiej SRR. 4 grudnia 1939 włączona do nowo utworzonego obwodu białostockiego. Od czerwca 1941 roku pod okupacją niemiecką. 22 lipca 1941 r. włączona w skład okręgu białostockiego III Rzeszy. W 1944 miejscowość została ponownie zajęta przez wojska sowieckie i włączona do obwodu grodzieńskiego Białoruskiej SRR.
Od 1991 w strukturach administracyjnych Białorusi.
Dawniej leżała nad jeziorem Sałaty, które wyschło po przerwaniu brzegów 3 marca 1841.